# Clypeostoma elongatum
Clypeostoma elongatum is een slakkensoort uit de familie van de Chilodontaidae. De wetenschappelijke naam van de soort is voor het eerst geldig gepubliceerd in 2001 door Vilvens.